# 鍾文傑
鍾文傑（1479年—？），字邦臣，福建汀州府長汀縣人，民籍，明朝政治人物。

## 生平
弘治二年（1489年）己酉科福建鄉試第十名舉人。弘治十五年（1502年）中式壬戌科會試第四十七名，二甲第六十五名進士，正德六年（1511年）任廣東廣州府知府。

## 家族
曾祖鍾和生；祖父鍾清，典史；父鍾正，教諭 贈戶部主事。母賴氏（封太安人）。慈侍下。兄鍾文俊（吏部员外郎）。弟文倬、文会。